# Urmas Välbe
Urmas Välbe (russisch Урмас Унович Вяльбе; * 8. November 1966 in Antsla, Kreis Võru) ist ein ehemaliger estnischer Skilangläufer.

## Werdegang
Välbe, der für Dünamo Tallinn startete, begann seine Sportkarriere zur Zeit der Loslösung Estlands von der Sowjetunion, er gab sein internationales Debüt noch für die Sowjetunion im Rahmen des Skilanglauf-Weltcups am 7. Januar 1989 in Kawgolowo. Mit dem zehnten Platz gewann er auf Anhieb seine ersten Weltcup-Punkte. Es dauerte im Anschluss jedoch bis zum 9. März 1991 in Falun, bis er wieder im Weltcup startete. Dabei erreichte Välbe über 30 km im freien Stil mit dem neunten Platz sein bestes Einzelresultat der Karriere und damit auch Rang 35 in der Gesamtwertung der Saison 1990/91.
Zur Olympiasaison 1991/92 wurde Välbe fest in den Kader aufgenommen, verpasste aber in allen drei Weltcups vor den Spielen die Punkteränge deutlich. Bei den Olympischen Winterspielen 1992 in Albertville startete er in vier Wettbewerben. Im Einzel über 10 km wurde er am Ende 28., über 30 km lag er nach dem Rennen auf Rang 33. Im Staffelwettbewerb erreichte er gemeinsam mit Andrus Veerpalu, Jaanus Teppan und Elmo Kassin den zehnten Platz. Bei den beiden Weltcups nach den Spielen blieb Välbe deutlich hinter der Weltspitze zurück.
Auch in der Weltcup-Saison 1992/93 blieb Välbe in allen Weltcups glück- und punktelos. Välbe verblieb aber im Weltcup-Kader. Bei den Olympischen Winterspielen 1994 in Lillehammer startete Välbe ebenfalls, konnte aber die Leistungen aus Albertville nicht wiederholen und beendete das 10-km-Einzelrennen auf dem 42. Platz und das 30-km-Einzelrennen auf dem 41. Platz.
Zur Saison 1994/95 startete Välbe nur noch beim Weltcup in Kiruna, wo er am Ende Rang 80 belegte. Auch bei seinen weiteren Starts im Continentalcup sowie bei FIS-Rennen in Ilomantsi und Pello in Finnland blieb er ohne Erfolg und beendete so nach der Saison seine aktive Skilanglaufkarriere.
Nach dem Ende seiner Karriere bekam Välbe einen Posten als Skitechniker in Estland, wo er zunächst Andrus Veerpalu und Jaak Mae betreute, nach deren Karriereende wechselte er zum russischen Service-Team der Skilangläufer.
Välbe war mit der russischen Skilangläuferin Jelena Walerjewna Välbe verheiratet. Durch ihr gemeinsames Kind und seine Arbeit als Servicetechniker im russischen Langlauf pflegen die beiden regelmäßigen Kontakt.